# The Whisper Market
The Whisper Market er en amerikansk stumfilm fra 1920 af George L. Sargent.

## Medvirkende
- Corinne Griffith som Erminie North
- George Howard som Basil North
- George MacQuarrie som Burke
- James O'Neill som Hobson
- Eulalie Jensen som Juliet Saltmarsh
- Howard Truesdale som George Saltmarsh
- Jacob Kingsbury som Doucer